# خامه
خامه یکی از فراورده‌های لبنی تولیدشده از چربی لایه‌های بالای شیر پیش از همگن‌سازی است. در شیر غیرهموژنیزه لایه سبک چربی به مرور زمان در بالای شیر تشکیل می‌شود.

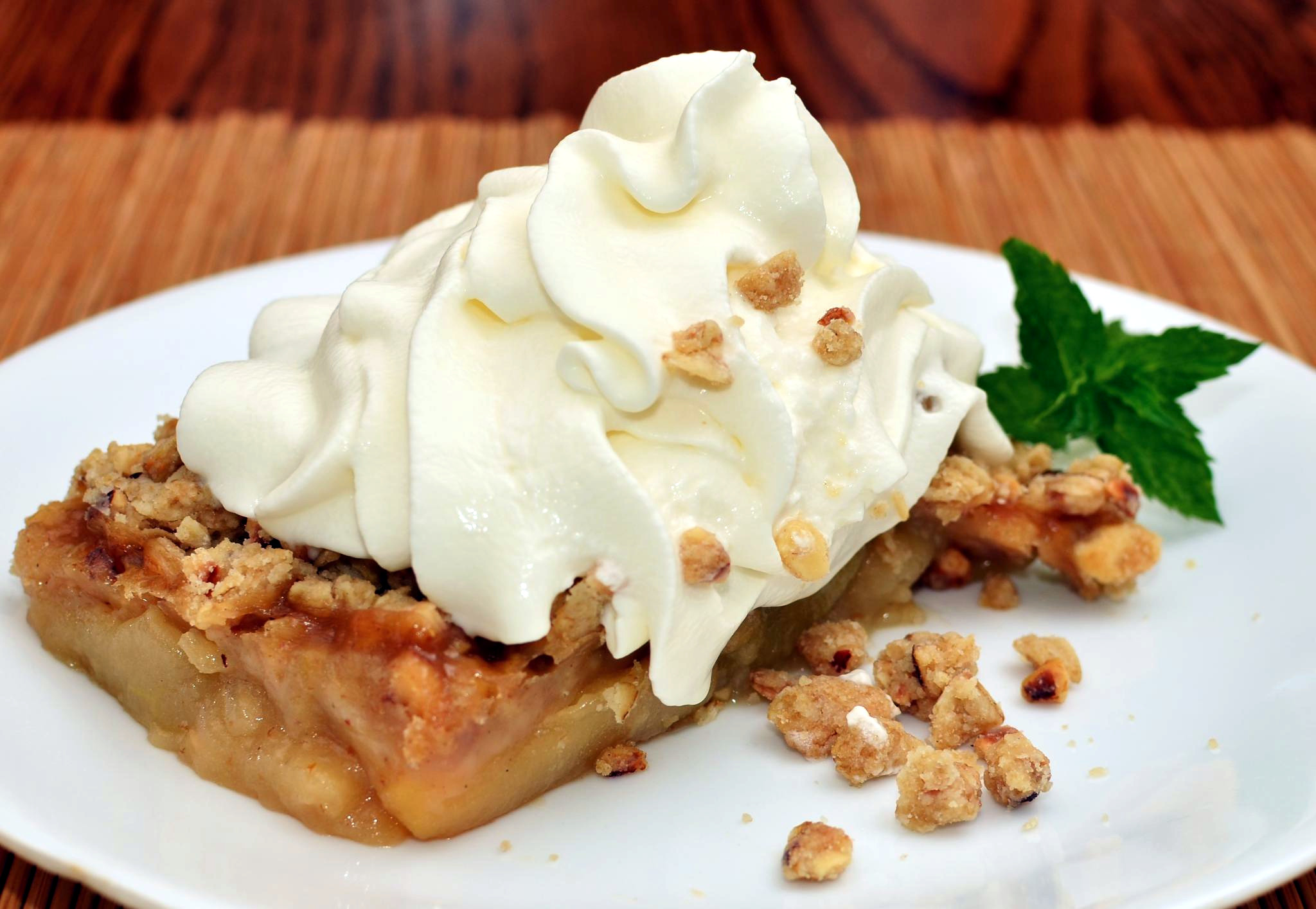
خامه زده شده روی سیب ترد

در گذشته تهیه این فراورده نیازمند ساکن نگهداشتن شیر بود تا ذرات چربی بر روی سطح شیر تجمع یابند و جمع کردن آن‌ها روش ساخت سرشیر بود ولی امروزه با استفاده از روش سانتریفوژ و به وسیلهٔ دستگاه سپراتور چربی از سایر اجزاء شیر جدا می‌شود. خامه را می‌توان به صورت پودر برای ترابری به نقاط دوردست فرستاد.
خامه‌ای که از شیر بدون چربی گرفته می‌شود، ممکن است «خامه شیرین» نامیده شود تا از خامه‌ای که از آب‌پنیر، یک محصول جانبی پنیرسازی، گرفته می‌شود، متمایز گردد. خامه آب پنیر چربی کمتری دارد و طعم شورتر، ترش‌تر و «پنیری»تری دارد. در بسیاری از کشورها، خامه نیمه تخمیر شده به عنوان خامه ترش، و غیره نیز فروخته می‌شود. هر دو شکل کاربردهای آشپزی زیادی در غذاهای شیرین و خوش طعم دارند.

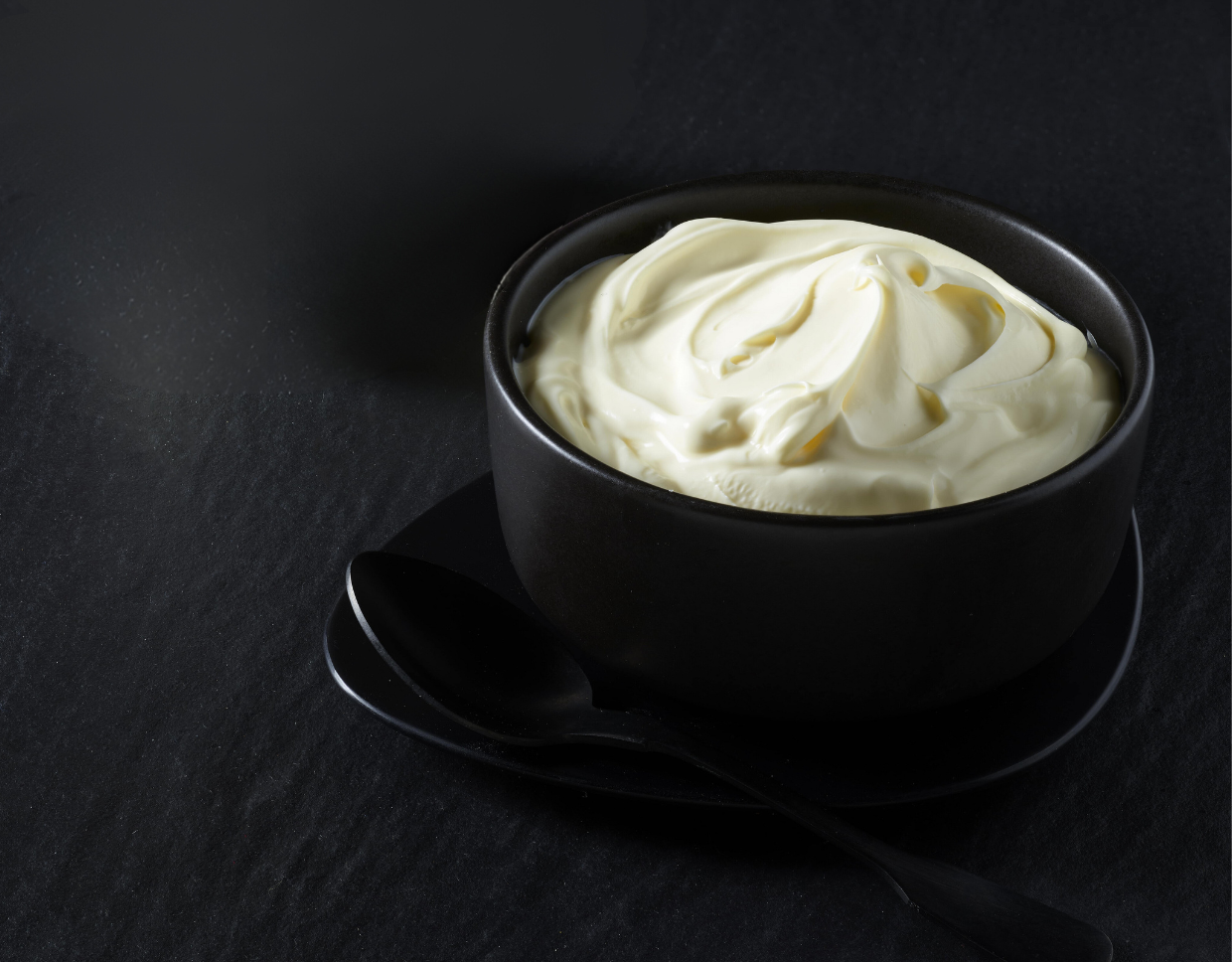
خامه هم زده

خامه تولید شده توسط گاو ها (به ویژه جرزی (نژاد گاو) ) که در چراگاه طبیعی چرا می‌کنند، اغلب حاوی مقداری رنگدانه کاروتنوئید محلول در چربی است که از گیاه هایی که می‌خورند، مشتق شده‌اند. مقادیر کمی از این رنگدانه‌های رنگی شدید که در طول جداسازی متمرکز می‌شوند، به خامه رنگی کمی زرد می‌دهند، از این رو نام کرم (رنگ) سفید مایل به زرد به آن داده شده است. کاروتنوئیدها همچنین منشأ رنگ زرد کره (لبنیات) هستند. خامه حاصل از شیر بز، شیر گاومیش آبی یا از گاوهایی که در داخل خانه با غلات یا پلت‌های مبتنی بر غلات تغذیه می‌شوند، سفید است.

## آشپزی
از خامه گاهی برای تزئین روی بستنی استفاده می‌شود. همچنین در سوپ، سس، انواع خورش، کاستارد، پودینگ و کیک نیز از خامه استفاده می‌شود. از خامه زده‌شده بر روی بستنی ساندی، میلک‌شیک و اگ ناگ استفاده می‌شود.

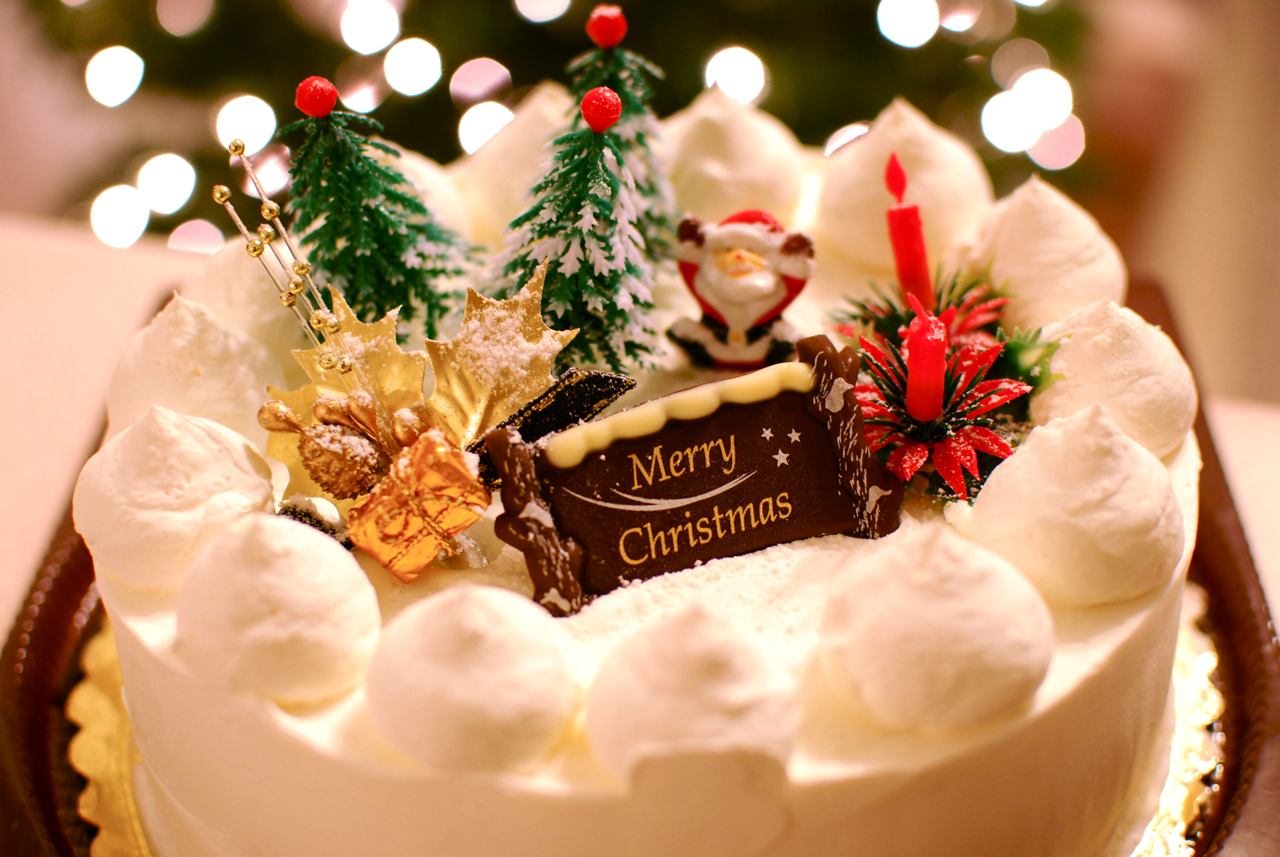
کیک کریسمس با روکش خامه فرم گرفته

خامه به عنوان یکی از مواد تشکیل دهنده بسیاری از غذاها، از جمله بستنی، بسیاری از سس ها، سوپ ها، خورش‌ها، پودینگ‌ها و برخی از پایه‌های کاستارد استفاده می‌شود و همچنین برای کیک ها نیز استفاده می‌شود. خامه زده‌شده به عنوان رویه روی ساندی های بستنی، میلک‌شیک ها، لاسی، اگ‌ناگ، پای های شیرین، توت فرنگی، بلوبری یا هلو سرو می‌شود. خامه همچنین در غذاهای هندی مانند غذاهای ماسالا استفاده می‌شود. هر دو نوع خامه تکی و دو تایی را می‌توان در آشپزی استفاده کرد. خامه دو تایی یا کرم فرش پرچرب اغلب هنگام اضافه کردن خامه به سس تند استفاده می‌شود تا از جدا شدن یا "شکافتن" آن جلوگیری شود. خامه دو تایی را می‌توان با شیر رقیق کرد تا تقریباً شبیه خامه تکی شود.
کلمه فرانسوی crème نه تنها به خامه لبنی، بلکه به سایر مایعات غلیظ مانند کاستارد های شیرین و خوش طعم نیز اشاره دارد که معمولاً با شیر تهیه می‌شوند، نه خامه.

## نگارخانه

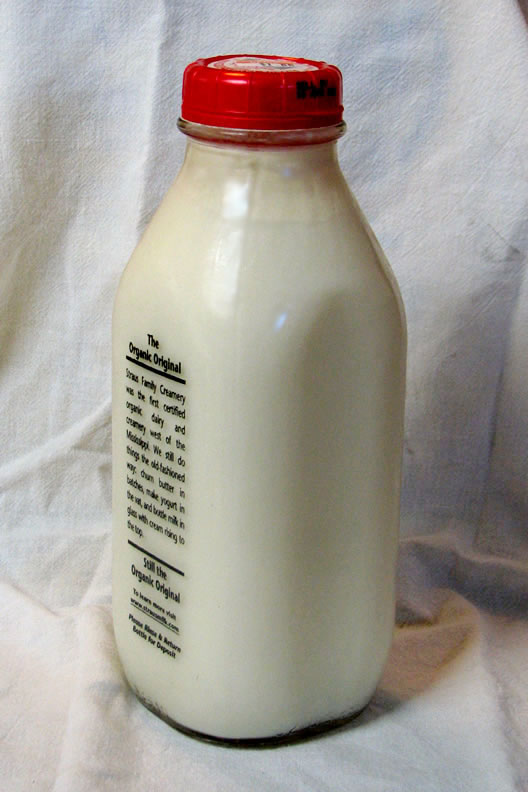
یک بطری شیر هموژنیزه نشده
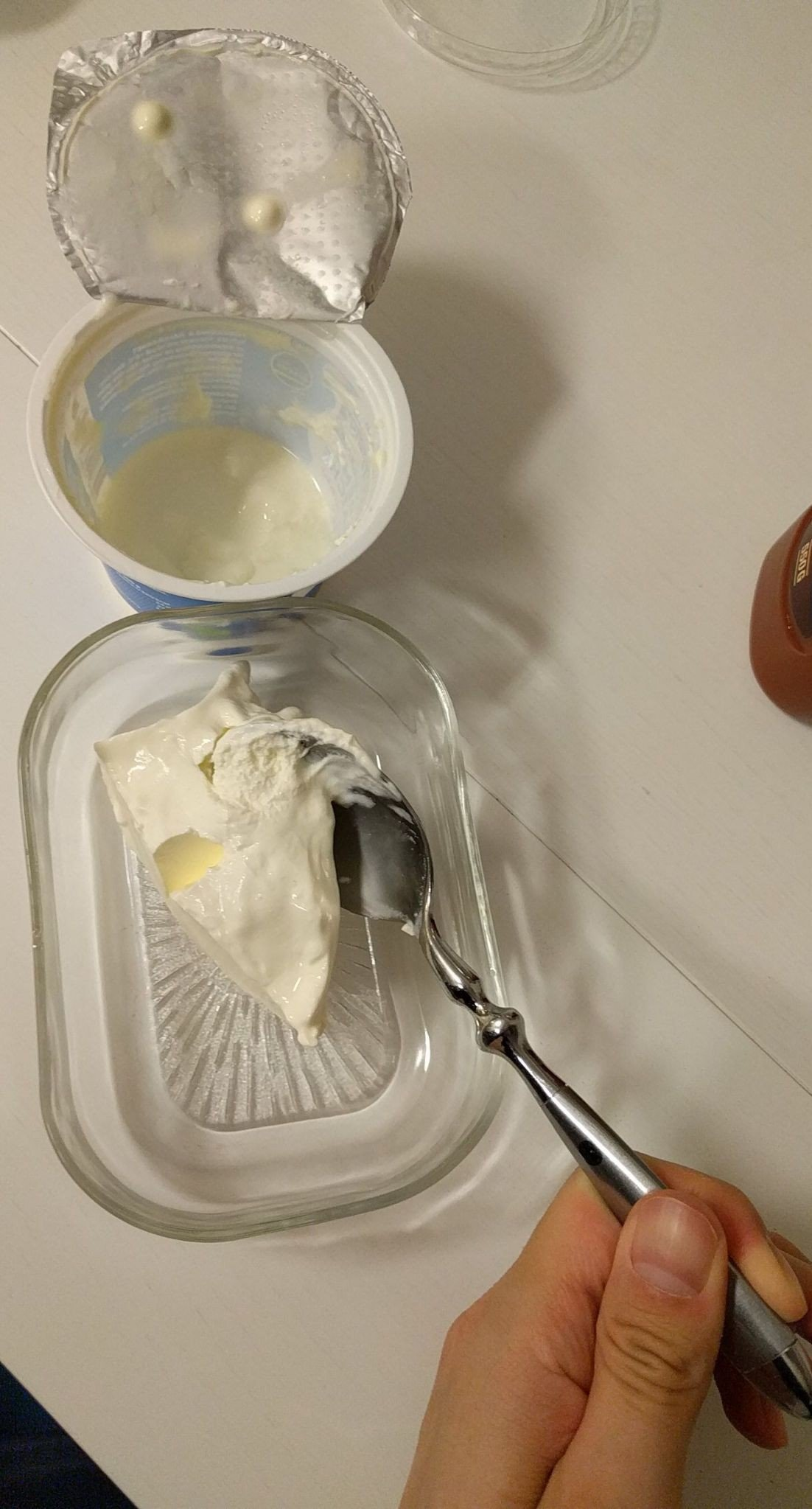
خامه تازه
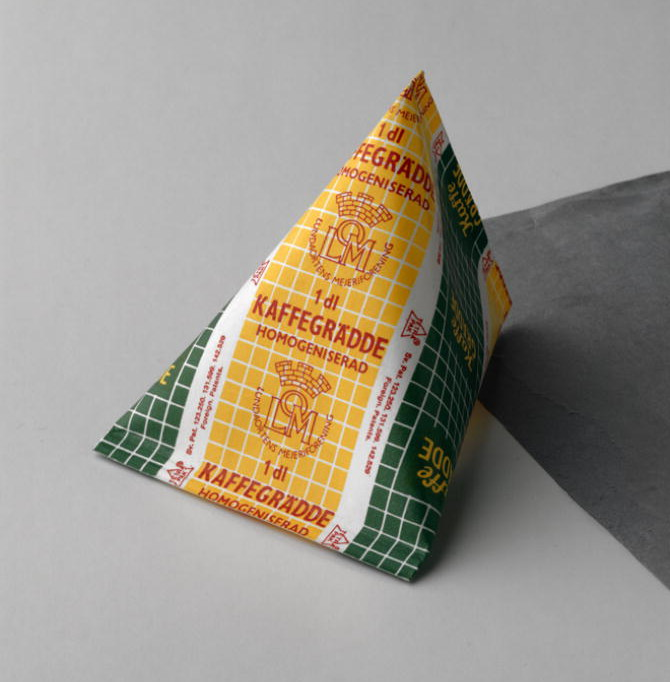
خامه با طعم قهوه، در بسته‌بندی تتراپک
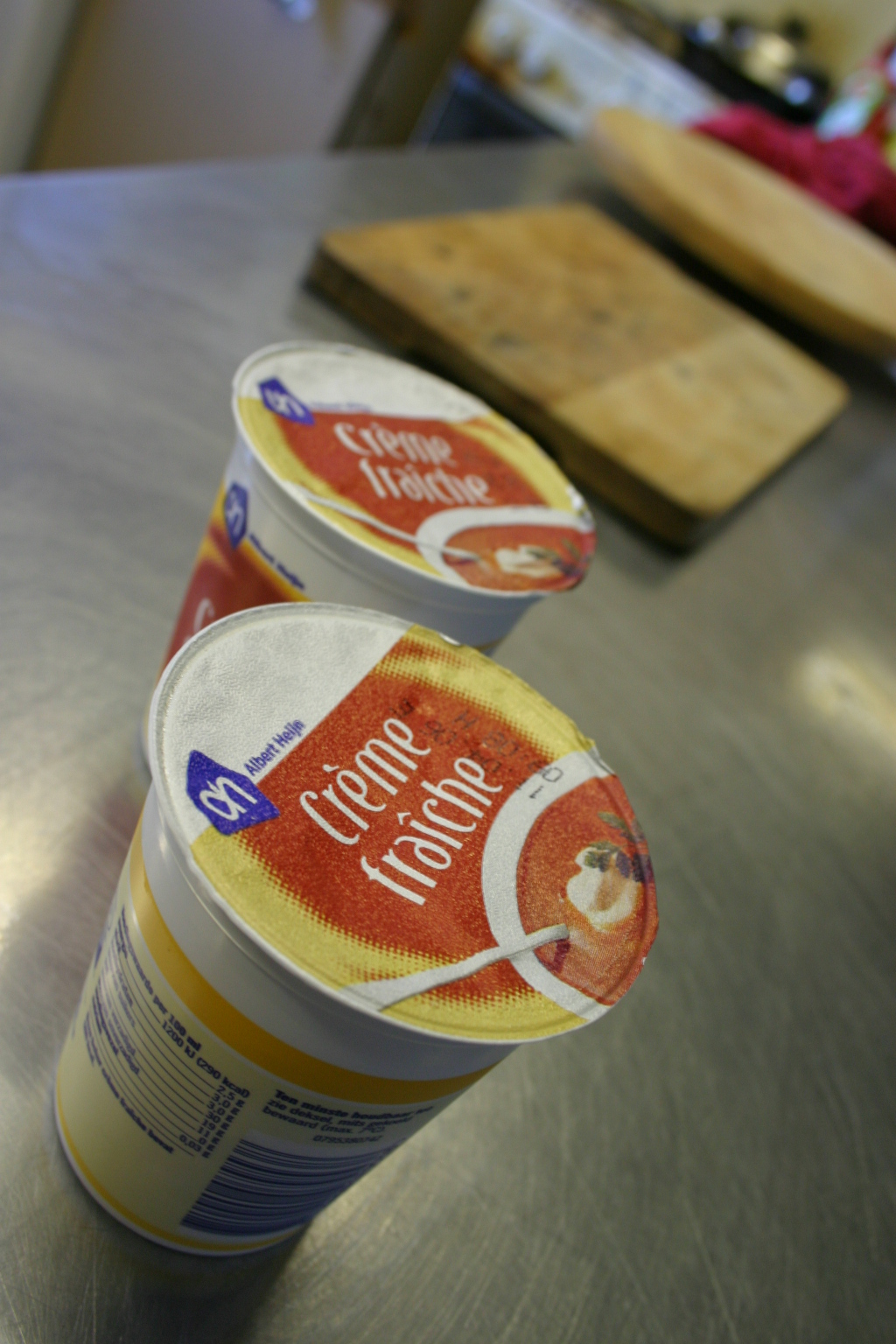
خامه بسته‌بندی ساخت فرانسه
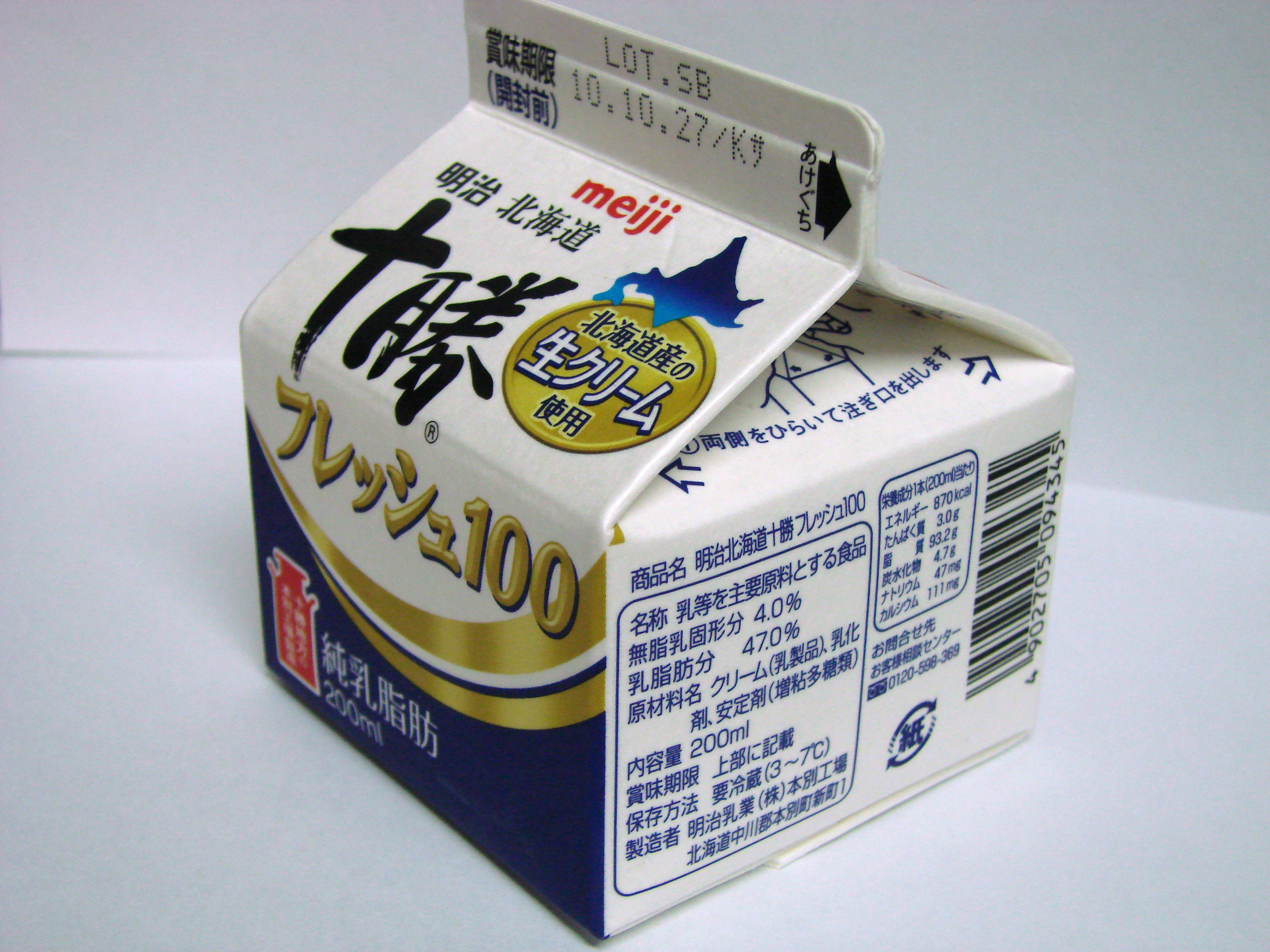
خامه ساخت ژاپن